# Tinerețe veșnică
Tinerețe veșnică (în engleză Death Becomes Her) este un film fantastic regizat de Robert Zemeckis după un scenariu de David Koepp. În rolurile principale au interpretat actorii Meryl Streep, Goldie Hawn și Bruce Willis.
A fost produs de studiourile Universal Studios și a avut premiera la 31 iulie 1992, fiind distribuit de Universal Studios. Coloana sonoră a fost compusă de Alan Silvestri. 
Cheltuielile de producție s-au ridicat la 55 milioane $ și a avut încasări de 149 milioane $.

## Distribuție
Au interpretat actorii:

Meryl Streep
Goldie Hawn
Bruce Willis
Isabella Rossellini
Mary Ellen Trainor[*]
Nancy Fish[*]
Michelle Johnson[*]
Sydney Pollack
Adam Storke[*]
Alaina Reed Hall[*]
Carol Ann Susi[*]
Catherine Bell[*]
Ian Ogilvy[*]
John Enos III[*]
Susan Kellerman[*]
William Frankfather[*]
Sergio Trujillo[*]
Jonathan Silverman[*]
Petrea Burchard[*]
Kenny Hughes[*]
Paulo Tocha[*]
Danny Lee Clark[*]
Mimi Kennedy[*]
Michael Higgins[*]
Debra Jo Rupp
Meg Wittner[*]
John Ingle[*]
Fabio Lanzoni[*]
Kay Yamamoto[*]
Carrie Jean Yazel[*]
Michael A. Nickles[*]
Bob Swain[*]
Lydia Peterkoch[*]
Alex Hernandez[*]
Cheryl Baxter[*]  .